# HIV/AIDS no Quênia
O Quênia enfrenta uma epidemia severa e generalizada de HIV; entretanto, desde os anos 2000, o país registrou uma queda notável na prevalência de HIV, atribuída em parte a mudanças comportamentais significativas e ao aumento do acesso a antirretrovirais (ARV). Estima-se que a prevalência de HIV em adultos tenha diminuído de 10% no final da década de 1990 para cerca de 3,2% em 2023. As mulheres enfrentam risco consideravelmente maior de infecção por HIV do que os homens, mas apresentam maior expectativa de vida quando em terapia antirretroviral (TAR). O UNAIDS DATA 2024 aponta que mulheres adultas apresentam maior risco de infecções por HIV do que homens adultos. Populações no Quênia especialmente vulneráveis incluem profissionais do sexo, homens que fazem sexo com homens (HSH), usuários de drogas injetáveis (UDI), pessoas transgênero e presidiários. Outros grupos de risco incluem casais sorodiscordantes (onde um parceiro está infectado e o outro não), embora o tratamento antirretroviral bem-sucedido previna a transmissão. Outros grupos de risco são comunidades prisionais, forças uniformizadas e caminhoneiros.

## História
Segue uma cronologia dos principais eventos que marcaram a epidemia de HIV/AIDS no Quênia de 1984 a 2018.
| Ano  | Evento |
| ---- | --- |
| 1984 | Primeiro caso de HIV identificado no Quênia                                                               |
| 1985 | Profissionais do sexo participaram de 26 novos casos registrados de HIV                                   |
| 1985 | A doença ainda era um mistério no país                                                                    |
| 1986 | Houve negação em massa de que a doença fosse um problema                                                  |
| 1987 | Estudo em mulheres do bairro Majengo, em Nairóbi, que eram consideradas “imunes” à AIDS                   |
| 1988 | Prevalência de HIV atinge 3.000 casos                                                                     |
| 1990 | Prevalência sobe para 2,5% da população, enquanto o governo ainda negava a gravidade                      |
| 1995 | Até 1995, o número de mortes chegou a cerca de 200.000 pessoas                                            |
| 1998 | Taxa de prevalência atinge 9,8%                                                                           |
| 2003 | Prevalência cai para 6,7%                                                                                 |
| 2003 | Setor público disponibiliza antirretrovirais a baixo custo                                                |
| 2005 | Cerca de 65.000 pessoas vivendo com HIV no Quênia recebem antirretrovirais                                |
| 2012 | Prevalência cai para 5,6%, mas o Quênia ainda registra a 4ª maior epidemia de HIV                         |
| 2016 | O NASCOP revisa diretrizes de prevenção e tratamento de HIV, incorporando PrEP às estratégias de redução. |
| 2023 | Prevalência cai para 3,2%                                                                                 |

## Visão geral da epidemia de HIV
- 1.400.000 pessoas vivendo com HIV
- 75.000 crianças
- 17.000 quenianos foram infectados com HIV em 2023.
- 3.800 crianças, 9.100 mulheres e 4.100 homens foram infectados com HIV em 2023.
- 21.000 mortes relacionadas à AIDS em 2023.
- 2.700 crianças, 9.500 mulheres e 8.700 homens morreram por causas relacionadas à AIDS em 2023.[3]

| Condado  | Prevalência de HIV (%) |
| -------- | ---------------------- |
| Homa Bay | 25,7                   |
| Siaya    | 23,7                   |
| Kisumu   | 19,3                   |
| Migori   | 14,7                   |
| Kisii    | 8,0                    |
| Turkana  | 7,6                    |
| Nairóbi  | 6,8                    |
| Busia    | 6,8                    |
| Nyamira  | 6,4                    |

## Perspectiva social

### Comunidade LGBTQ+
Como a comunidade LGBTQ+ sempre participou do combate à HIV/AIDS em todos os países, o mesmo ocorreu no Quênia. Embora homens que fazem sexo com homens (HSH) e outras formas de contato entre pessoas do mesmo sexo não sejam o principal grupo de risco para HIV/AIDS no país, eles têm sido fortemente afetados devido às leis impostas pelo governo. A homossexualidade é atualmente ilegal no Quênia, permitindo ao governo julgar 595 casos de homossexualidade de 2010 a 2014.
Entretanto, em 2016, grupos de ativistas conseguiram questionar a constitucionalidade das leis vigentes, levando o governo a considerar sua revogação. O veredito ainda não foi definido. Vitórias em outros países com legislações discriminatórias contra a comunidade LGBTQ+ dão aos ativistas uma perspectiva positiva neste momento.

### Adolescentes
Por serem um grupo de alto risco no Quênia, a sociedade moldou a percepção desse público e sua interação com HIV/AIDS. Existem muitos estigmas sociais envolvendo adolescentes de 15 a 19 anos, tanto em escolas quanto na comunidade. O HIV e a AIDS no ambiente escolar são vistos como doenças letais e sinal de imoralidade sexual. Muitos adolescentes têm medo de revelar seu status devido ao estigma associado. Também receiam ir a centros de saúde e procurar informações sobre HIV/AIDS, temendo discriminação por parte dos profissionais.
As redes sociais também têm fornecido informações ilegítimas sobre a doença, sua prevenção e panorama geral. Além do medo do escárnio ou julgamento, outro problema é a baixa representação de adolescentes nas políticas de saúde, em comparação com crianças e adultos. Fardos econômicos impostos a adolescentes sem suporte parental, como custos de educação e bem-estar, são outro desafio. Às vezes, adolescentes são forçados a entrar no trabalho sexual para se sustentar, aumentando o risco de infecção por HIV.

### Trabalho sexual
Profissionais do sexo apresentam a maior prevalência entre os grupos de risco de HIV/AIDS no Quênia. Foi relatado que 29,3% desses profissionais vivem com HIV. O principal problema nessa comunidade é o medo de denunciar estupros ou abusos, pois isso pode levar à acusação por prostituição. Por isso, profissionais do sexo são menos propensos a buscar ajuda, temendo interrupção no tratamento de HIV devido a processos judiciais.

## Situação atual
O Ministério da Saúde do Quênia publicou em junho de 2014 o Roteiro da Revolução de Prevenção do HIV no Quênia. O roteiro visa fortalecer drasticamente a prevenção ao HIV, com o objetivo final de reduzir novas infecções por HIV a zero até 2030.
A seguir, observações e conclusões destacadas:
- A transmissão sexual responde por 93,7% de todas as novas infecções por HIV (MOT, 2008).
- A epidemia de HIV no Quênia apresenta disparidades geográficas e de gênero extremas. Estimativas nacionais e modelagens indicam que 65% das novas infecções em adultos ocorrem em nove dos 47 condados. A prevalência entre mulheres é de 7,6%, em comparação com 5,6% entre homens. Há uma lacuna de tratamento superior a 99.500 mulheres e 64.900 homens que necessitam de TAR mas não recebem tratamento. A cobertura de TAR é de 77% em mulheres elegíveis e de 80% em homens.
- Populações-chave contribuem desproporcionalmente para o número de novas infecções por HIV, apesar de representarem menos de 2% da população geral. Segundo o MOT 2008, essas populações correspondem a um terço de todas as novas infecções. As populações-chave no Quênia incluem profissionais do sexo, homens que fazem sexo com homens (HSH) e usuários de drogas injetáveis (UDI). Além disso, há disparidades geográficas na distribuição dessas populações entre os condados.
- Em abril de 2018, o Quênia recebeu financiamento da Children's Investment Fund Foundation para comprar ARVs para crianças no país. Foram destinados 400 milhões de xelins quenianos após o montante de 38 bilhões se mostrar insuficiente para cobrir todos os grupos de risco. Enquanto a doação de 38 bilhões foi concedida pelo Global Fund para abranger um amplo espectro de doenças, incluindo tuberculose e malária, o novo aporte foi direcionado especificamente ao tratamento de crianças com HIV. Isso se deve ao fato de cerca de 120.000 crianças com até quatorze anos viverem com HIV. Até 2012, o Quênia havia recebido cerca de 100 bilhões de xelins em 19 doações de diversas organizações.[11]
- Em setembro de 2018, adolescentes eram um grupo de alto risco no Quênia, com quase 106.000 jovens de 15 a 19 anos vivendo com HIV. Essa tendência aumentou devido ao estigma do HIV/AIDS entre os adolescentes e na sociedade.[8]

## Custo

### Antirretrovirais de baixo custo
A terapia antirretroviral foi introduzida no Quênia no final dos anos 1990, mas o acesso a medicamentos de baixo custo só começou por volta de 2003. Os custos continuaram a cair e, com recursos de doadores, mais de um milhão de pacientes passam a receber TAR gratuitamente pelo governo. Recentemente, quenianos com HIV tiveram acesso a um medicamento de última geração por US$ 75 ao ano, graças a um acordo internacional. O tratamento combina vários fármacos, tornando-o mais barato e mais fácil para os pacientes. Esse medicamento estava disponível em países de alta renda desde 2014, mas o novo acordo o tornou acessível em países de renda média e baixa.

## Resposta
Durante o surto inicial da AIDS nos anos 1980, o governo queniano evitou discutir a dimensão do problema. Em 1993, começaram a reconhecer a situação e a necessidade de uma resposta mais imediata. O Programa Conjunto das Nações Unidas sobre HIV/AIDS, o Roteiro da Revolução de Prevenção do HIV no Quênia e o Quadro Estratégico para a AIDS no Quênia, em colaboração com o Ministério da Saúde, planejaram reduzir as infecções a zero até 2030.

### Testagem e aconselhamento em HIV (TCA)
A testagem e o aconselhamento em HIV (TCA) foram respostas importantes à crise de HIV/AIDS no Quênia. O governo estimulou o teste e a abertura sobre o diagnóstico para permitir uma abordagem adequada. Nos últimos anos, kits de autoteste de baixo custo foram introduzidos, além de programas comunitários e campanhas porta a porta. Em 2008, apenas 860.000 pessoas eram testadas anualmente, número que saltou para 9,9 milhões atualmente.

### Profilaxia pré-exposição (PrEP)
Em 2016, o NASCOP incorporou a profilaxia pré-exposição (PrEP) à estratégia nacional de redução do HIV. As diretrizes recomendaram tenofovir/emtricitabina (TDF/FTC) para prevenção em populações-chave, incluindo profissionais do sexo, HSH, UDI e casais sorodiscordantes. A PrEP mostrou-se 99% eficaz na redução de infecções por HIV em relação sexual quando tomada conforme prescrito. O estigma, reforçado pela baixa conscientização sobre a PrEP e por preconceitos relacionados a gênero, sexualidade e HIV, é uma barreira importante à expansão desses programas.

### Disponibilidade de preservativos
Embora o uso de preservativos só tenha sido oficialmente apoiado pelo governo queniano em 2001, sua distribuição gratuita em diversas comunidades, inclusive entre profissionais do sexo, contribuiu para reduzir as relações sem proteção, fator crítico na diminuição de novas infecções por HIV.

### Educação
A educação sobre HIV/AIDS faz parte do currículo escolar desde 2003 e tem sido eficaz ao aumentar o conhecimento dos alunos. Apesar de controvérsias éticas quanto ao ensino de saúde sexual, tem-se observado redução nas taxas de novas infecções. Campanhas de mídia em massa também são realizadas para informar a população sobre HIV/AIDS.

### Aconselhamento para prevenção da transmissão mãe-filho (PTMF)
A prevenção da transmissão vertical (PTMF) foi um passo importante no controle da epidemia. O compromisso do país levou à redução de crianças nascidas com HIV de 12.000 em 2010 para 6.600 em 2015. Parceiros masculinos também foram incentivados a realizar o teste junto às gestantes.

### Circuncisão masculina voluntária médica (VMMC) e redução de danos
A circuncisão masculina voluntária médica (VMMC) foi implementada em 2008 como método preventivo. Em 2016, 92% dos homens no Quênia eram circuncidados. A redução de danos, incluindo distribuição de seringas limpas e terapia medicamentosa assistida com metadona, foi introduzida em 2012. A proporção de usuários de drogas injetáveis que utilizam seringas limpas subiu para 90%, ante 51% em 2012. A profilaxia pré-exposição segue em curso no país, oferecendo TAR a pessoas HIV negativas em grupos de alto risco como medida preventiva.